# Badi' al-Zaman Mirza
Badi' al-Zaman Mirza, död 1514, var en monark ur timuriderdynastin. Han var regerande sultan i Timuriderriket mellan 1506 och 1507.